# Canberra Challenger
Il Canberra Challenger è stato un torneo professionistico di tennis che faceva parte dell'ATP Challenger Tour. Si è giocato annualmente su campi in cemento all'aperto del Canberra Tennis Centre a Canberra, in Australia. La prima edizione si giocò nel 2016 e l'ultima nel 2020.

## Albo d'oro

### Singolare
| Anno | Campione              | Finalista          | Punteggio        |
| ---- | --------------------- | ------------------ | ---------------- |
| 2020 | Philipp Kohlschreiber | Emil Ruusuvuori    | 7–6(5), 4–6, 6–3 |
| 2019 | Hubert Hurkacz        | Il'ja Ivaška       | 6–4, 4–6, 6–2    |
| 2018 | Andreas Seppi         | Márton Fucsovics   | 5–7, 6–4, 6–3    |
| 2017 | Dudi Sela             | Jan-Lennard Struff | 3–6, 6–4, 6–3    |
| 2016 | Paolo Lorenzi         | Ivan Dodig         | 6–2, 6–4         |

### Doppio
| Anno | Campioni                              | Finalisti                                 | Punteggio        |
| ---- | ------------------------------------- | ----------------------------------------- | ---------------- |
| 2020 | Max Purcell Luke Saville              | Jonathan Erlich Andrėj Vasileŭski         | 7–6(3), 7–6(3)   |
| 2019 | ' Marcelo Demoliner Hugo Nys          | André Göransson Sem Verbeek               | 3–6, 6–4, [10–3] |
| 2018 | Jonathan Erlich Divij Sharan          | Hans Podlipnik-Castillo Andrėj Vasileŭski | 7–6(1), 6–2      |
| 2017 | Andre Begemann Jan-Lennard Struff     | Carlos Berlocq Andrés Molteni             | 6–3, 6–4         |
| 2016 | Mariusz Fyrstenberg Santiago González | Maverick Banes Jarryd Chaplin             | 7–6(3), 6–3      |